# Peter Conrad Rothe
Peter Conrad Rothe (født 17. juni 1811 i Helsinge, død 13. december 1902 i København) var en dansk gejstlig.
Rothe blev licentiat 1840, foretog derefter en længere studierejse og blev så ved sin hjemkomst 1843 anden residerende kapellan ved Frue Kirke i København. Ved denne kirke forblev han. I 1857 forfremmedes han til første residerende kapellan og 1865 til sognepræst og stiftsprovst. I 1892 tog han sin afsked. Rothe var en utrættelig arbejder, og i løsningen af alle praktiske kirkelige opgaver tog han ivrig del. I lang tid var han også knyttet til pastoralseminariet. Han har desuden blandt andet udgivet Davids Salmer efter Christian III's Bibeloversættelse (1850), Den augsburgske Trosbekendelses Historie (1860) og Fadervor, 10 Prædikener (1869). I 1879 blev han æresdoktor i teologien, og ved sin afsked fik han biskoptitlen.